# Dănești (gmina w okręgu Vaslui)
Dănești – gmina w Rumunii, w okręgu Vaslui. Obejmuje miejscowości Bereasa, Boțoaia, Dănești, Emil Racoviță, Rășcani i Tătărăni. W 2011 roku liczyła 2205 mieszkańców.